# مهدي سالم
مهدي سالم المعجبة (مواليد 4 أبريل 2004) لاعب كرة قدم قطري يجيد اللعب في خط الوسط مع نادي الشمال.

## مسيرة اللاعب
لعب في نادي السد ونادي الشمال.

## روابط خارجية
مهدي سالم على موقع ناشيونال فوتبول تيمز (الإنجليزية)
- مهدي سالم على موقع Soccerway.com (الإنجليزية)